# Biserica „Sfântul Nicolae”, „Sfântul Eustație Plachida” din Corlătești
Biserica „Sfântul Nicolae”, „Sfântul Eustație Plachida” din Corlătești este un ansamblu de monumente istorice aflat pe teritoriul satului Corlătești, comuna Berceni.

Ansamblul este format din două monumente:
- Biserica „Sf. Nicolae”, „Sf. Eustație Plachida” (cod LMI PH-II-m-A-16439.01)
- Turn clopotniță (cod LMI PH-II-m-A-16439.02)